# Papa Bonifaciu I
Papa Bonifaciu I (n. 370 d.Hr., Roma, Imperiul Roman – d. 5 septembrie 422 d.Hr., Roma, Imperiul Roman de Apus) a fost papă al Romei în perioada 28 decembrie 418 – 4 septembrie 422.

## Originea
Liber Pontificalis precizează că Bonifaciu ar fi fost roman, fiul prezbiterului Giocondo. Papa Bonifaciu I a fost contemporan cu Sf. Augustin, care i-a dedicat o parte din lucrări.

## Lupta cu Antipapa
La moartea Papei Zosim (27 decembrie 418), diaconii din Roma au pus stăpânire pe Bazilica din Lateran, împiedicând intrarea celorlalți clerici și l-au ales papă pe șeful lor, Antipapa Eulalius (lat. Eulasius). În același timp, preoții reuniți în Biserica Sf. Teodora (din Roma) l-au ales Papă pe Bonifaciu. Amândoi au fost consacrați în duminica următoare, 29 decembrie.
Amândoi se considerau legitimi, de unde au izbucnit conflicte și lupte, care au tulburat liniștea publică. Eulalius, sprijinit de Prefectul Romei – Simmacus – a avut la început de partea sa și favoarea împăratului. Însă, când susținătorii lui Bonifaciu au reușit să îi facă cunoscut împăratului adevărata stare a lucrurilor, împăratul a convocat la Ravenna pentru luna februarie un sinod în care s-a decis ca amândoi competitorii să fie îndepărtați din Roma. Bonifaciu s-a supus; Eulalius, însă, susținut de partizanii săi, a încercat – în perioada sărbătorilor de Paști – să se înscăuneze în Lateran; tentativa a eșuat, iar el a fost îndepărtat cu forțe și pus sub pază. 
Această ultimă încercare a sa l-a făcut să piardă total și definitiv favoarea împăratului și, întrucât Împăratul Honorius îl declarase decăzut din drepturile pontificale în 414, acest lucru a adus cu sine recunoașterea lui Bonifaciu ca legitim pontif. La scurt timp, Bonifaciu a fost primit în Roma cu aclamații de bucurie pe 28 decembrie 418. Eulalius a fost izolat undeva la țară, unde s-a stins din viață, uitat și ignorat.

## Activitatea
Papa Bonifaciu I a fost caracterizat de un mare zel pentru disciplinarea și controlarea organizării Bisericii. Papa Zosim l-a numit mitropolit și a creat pentru Patroclus titlul de Vicar papal asupra întregii Galii. Papa Bonifaciu însă a redus puterile de mitropolit asupra episcopiilor din provinciile Galiei și în 422 a numit alt episcop în locul lui Patroclus.
Papa Bonifaciu I l-a susținut pe Sfântul Augustin în lupta cu pelagianismul, iar acesta din urmă i-a dedicat o parte din lucrări.
Papa Bonifaciu I l-a convins pe Împăratul Teodosiu al II-lea să returneze Illyricul Sfântului Scaun, apărându-și astfel drepturile asupra acestei provincii, pe care Împăratul Teodosiu al II-lea o atașase în 421 Constantinopolului — „Noua Romă”.

## Decesul
Papa Bonifaciu I a murit pe 4 septembrie 422 și a fost înmormântat în cimitirul Massimo pe Via salaria, lângă mormântul Sfintei Felicia, în a cărei onoare i-a scris un epitaf drept mulțumire, ca răspuns la ajutorul primit de la Dumnezeu prin intermediul ei.